# William Whittingham
William Whittingham (* um 1524 in Chester; † 10. Juni 1579 in Durham) war ein englischer Reformator und calvinistischer Theologe.

## Leben
William Whittingham studierte 1540 bis 1545 am Brasenose College und wurde danach Fellow am All Souls College in Oxford. 1547 wurde er Oberstudent an der Christ Church, und am 5. Februar 1548 begann er sein Magisterstudium. Er wurde 1550 für drei Jahre beurlaubt und ging nach Frankreich, um an der Universität von Orléans, Lyon und Paris zu studieren. Die englischen Botschafter Sir John Mason und Sir William Pickering nahmen auch seine Dienste als Dolmetscher in Anspruch. Ende 1552 besuchte er auch Universitäten in Deutschland und Genf und kehrte 1553 fristgerecht nach England zurück. Aber 1554 floh vor Königin Maria I. Tudor nach Frankfurt am Main, wo er sich mit dem späteren schottischen Reformator John Knox anfreundete und seine calvinistischen Glaubensansichten unterstützte. Knox wurde im März desselben Jahres ausgewiesen und ging nach Genf, Whittingham folgte ihm im September dorthin. Am 16. Dezember 1555 wurde er zum Ältesten der reformierten Kirche Genfs gewählt, am 16. Dezember 1558 zum Diakon ernannt. 1559 konnte er die Nachfolge von Knox als Pfarrer antreten. Er wurde auch ein Schwager des Reformators Jean Calvin.
Er kehrte 1560 nach England zurück, um 1563 Dekan der Kathedrale von Durham zu werden. Whittingham war überzeugter Calvinist und zog sich daher die Angriffe des Erzbischofs von York zu. Whittinghams größte Leistung war die Herausgabe der Genfer Bibel (1560); eine Gemeinschaftsarbeit, bei der er und seine Mitarbeiter Anthony Gilby und Thomas Sampson die treibenden Kräfte waren. Bereits 1557 gab Conrad Badius in Genf das von ihm übersetzte Neue Testament heraus.